# Chancay-Kultur

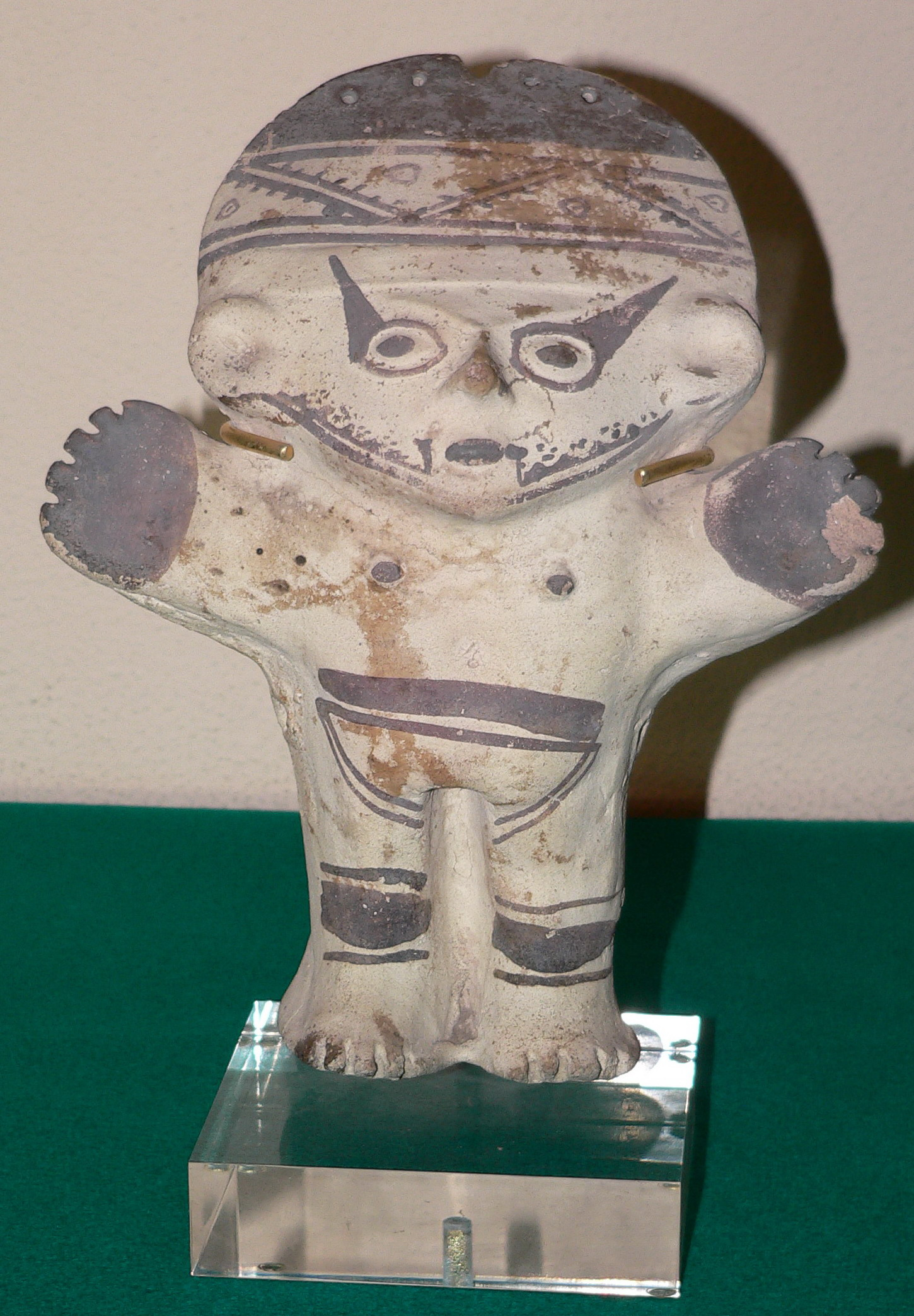
Cuchimilco, hergestellt zwischen 1200 und 1470

Die Chancay-Kultur entwickelte sich an der Küste Mittelperus, nördlich von Lima, zwischen 1300 und 1450. 

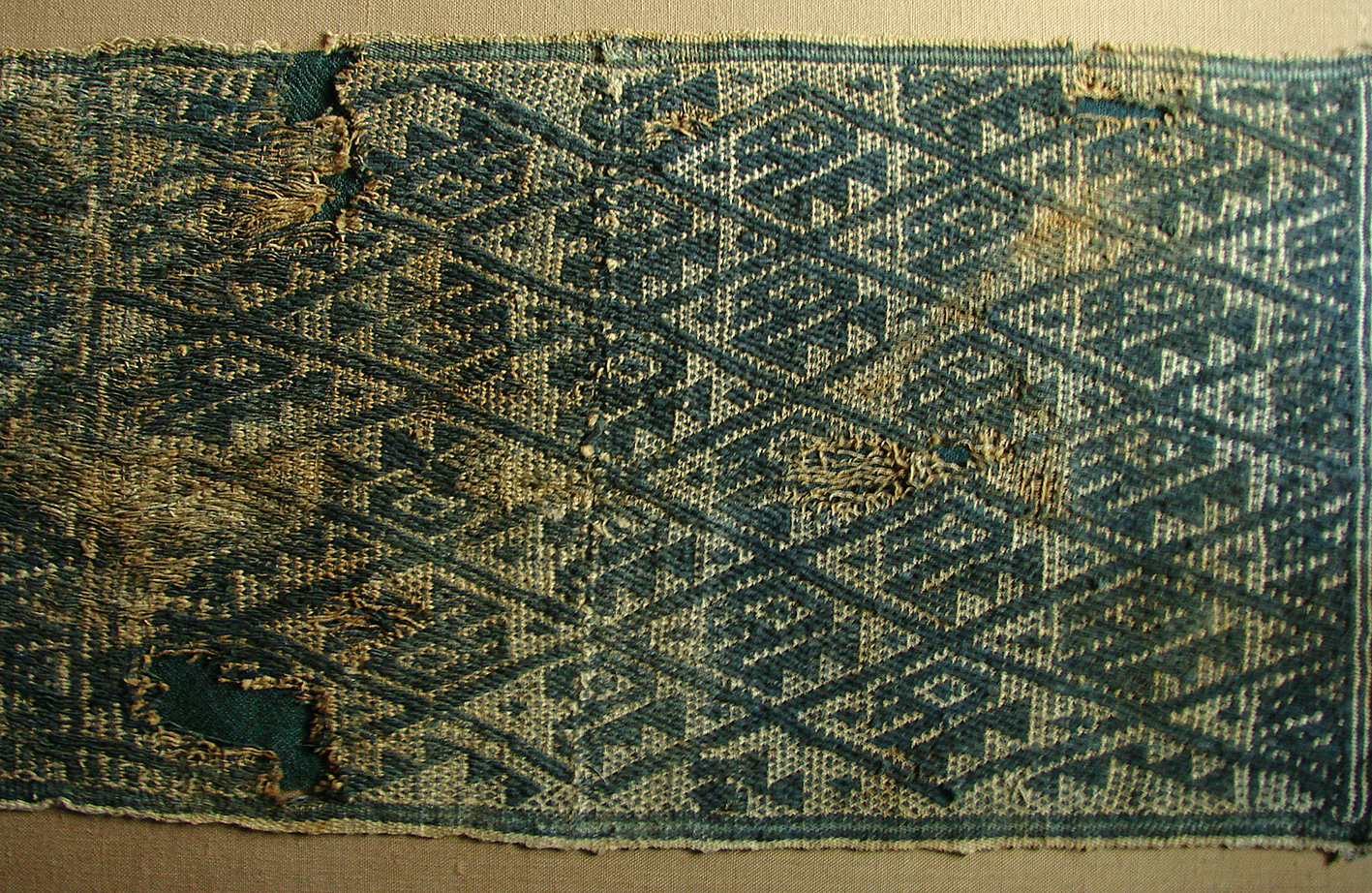
Tuch der Chancay

## Verbreitung
Sie ist unter anderem bekannt durch ihre Keramikfiguren, Graburnen und die Cuchimilcos, die in großer Menge in verschiedenen Grabstätten größerer Nekropolen gefunden wurden, wie etwa in Ancón. Diese Grabstätten wurden alle ausgeplündert. Die Chancay-Kultur breitete sich über vier küstennahe Täler aus: Río Chillón, Río Huaura, Río Rímac und Río Chancay.

## Handwerk und Kunst
Cuchimilcos sind stilisierte anthropomorphe Figuren unterschiedlicher Größe. Sie sind meist relativ plump, unregelmäßig modelliert und mit verlaufender Farbe, was vermuten lässt, dass sie in großer Eile gefertigt wurden.
Die Chancay-Kultur zeichnet sich auch durch eine wertvolle Textil-Kunst aus, die von der Paracas-Kultur übernommen wurde. Beispiele hierfür sind Leichentücher sowie verschiedene Begräbnisobjekte wie z. B. Chancay-Puppen. Diese Stoff-Puppen wurden dem Toten mit ins Grab gegeben. Manche scheinen Lebensabschnitte des Verstorbenen darzustellen oder Menschen, die ihm sehr nahestanden.